# Головичино (Ярославская область)
Головичино  (на некоторых картах Головитчино) — деревня в Назаровской сельской администрации Назаровского сельского поселения Рыбинского района Ярославской области .
Деревня расположена на левом, высоком и обрывистом берегу Сундобы, притока Волги, напротив её на правом берегу деревня Борисовка. Выше по течению на том же берегу деревня Алексеевское. Ниже по течению на этом же левом берегу деревня Митянино. Деревня расположена к северу от автомобильной дороги Рыбинск-Шашково, к ней ведёт просёлочная дорога по берегу Сундобы на деревню Кушляево. Основная улица деревни ориентирована параллельно реке .
Деревня Головицына указана на плане Генерального межевания Рыбинского уезда 1792 года.
На 1 января 2007 года в посёлке числился 1 постоянный житель . Деревня обслуживается почтовым отделением в Назарово. Число домов в деревне не указывается .